# América Móvil

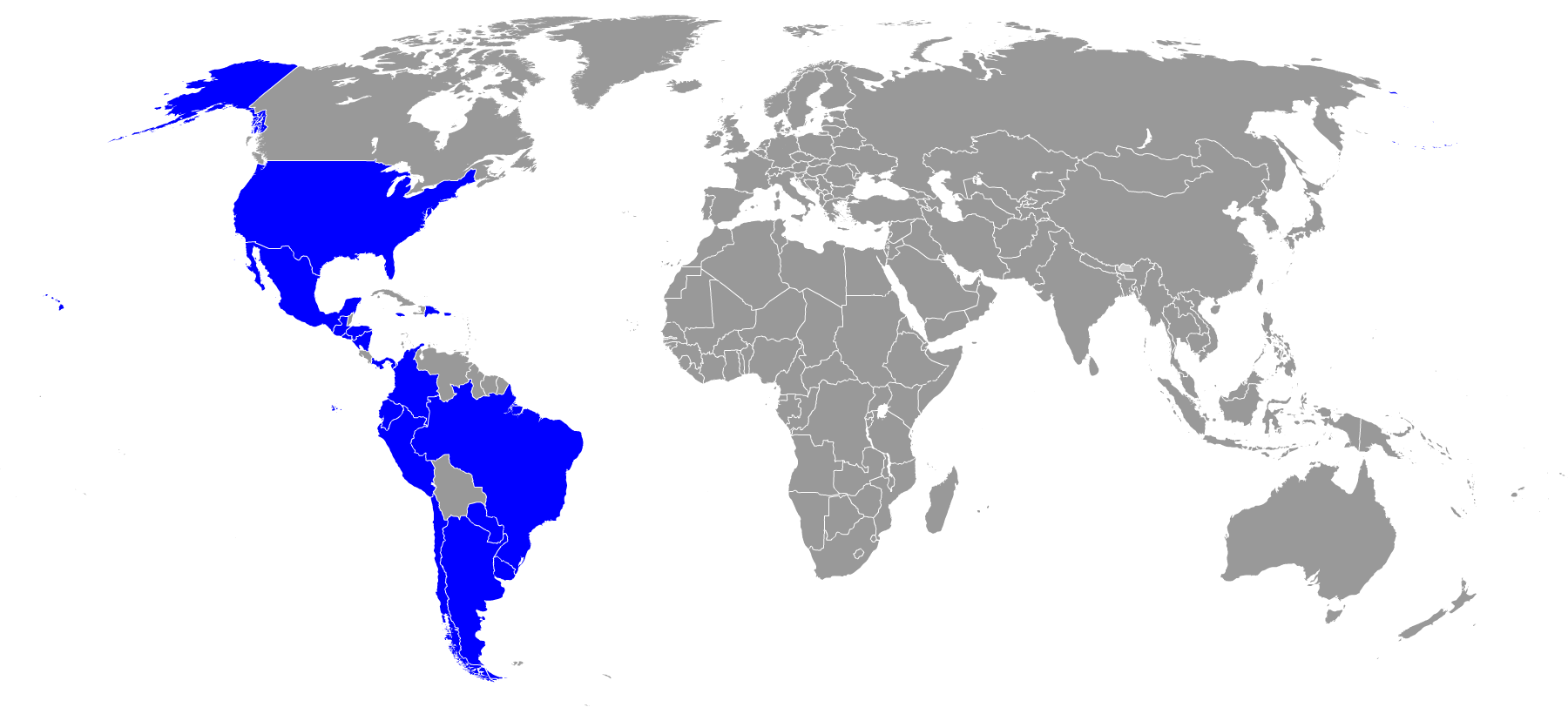
In blu i paesi nei quali América Móvil è presente.

América Móvil è un operatore di telefonia mobile messicano, con sede a Città del Messico; è il quarto più grande operatore del mondo per numero di abbonati (oltre 200 milioni in America centrale e nei Caraibi), e una delle più grandi imprese dell'America Latina. È stata fondata nel 2000 dall'imprenditore messicano Carlos Slim Helú, indicato da Forbes nell'aprile 2011 come la persona più ricca del mondo.

## Sport
Dalla stagione 2015 di Formula 1, la Scuderia Ferrari comunica di aver raggiunto un accordo di sponsorizzazione con il gruppo messicano e a presenza dei marchi a esso collegati sarà visibile a partire dalla stagione 2015 sulle monoposto della Scuderia, sulla tuta dei piloti ufficiali, Sebastian Vettel e Kimi Räikkönen, e su quella del collaudatore e terzo pilota Esteban Gutiérrez, proprio quest'ultimo è stato il motivo dell'entrata dell'América Mòvil, che da anni sponsorizza il pilota messicano.